# Minions (personajes)
Los Minions (anglicismo; en español: secuaces o esbirros) son seres ficticios que aparecen en la franquicia de Despicable Me, que comenzó con la película homónima de 2010. Son unos secuaces muy alegres de color amarillo que usan petos y gafas, y poseen uno o dos ojos. La mayoría de ellos hablan una lengua conocida como minionese, que deriva en parte del indonesio, francés, inglés, italiano, español e hindi. Aunque aparentemente sin sentido, las palabras con sonido inglés son dobladas para todos los países, con el fin de hacerlos reconocibles.
En la película Minions, se muestra que han existido desde el comienzo de la vida (evolucionando a través de mutaciones naturales desde que eran microorganismos) en la Tierra, y que su deseo, por encima de todo, es el de servir al más terrible de los villanos.
En Despicable Me, se revela que los Minions tienen un deseo incontrolable por las frutas, especialmente las bananas. En Despicable Me 3, se revela que el jefe de los Minions es Mel.